# Heide (Venray)
Heide (Limburgs: De Haej) is een kerkdorp in de gemeente Venray, in de Nederlandse provincie Limburg. Het kende op 1 januari 2023 505 inwoners en dat verdeeld over 180 woningen en 543 ha. Heide ligt op de zandgronden, oostelijk van de vroegere Peel.
Heide komt voor het eerst voor in archiefstukken uit de 16e eeuw. Van een dorp is dan nog geen sprake, een aantal boerderijen vormden samen het gehucht. Enkele stonden bij elkaar, anderen waren verspreid over de omgeving. De nederzetting zou in de 17e eeuw in omvang toenemen.

## Dorp
Het gehucht werd pas een dorp nadat er in 1904 er de Sint-Joseph windmolen werd gebouwd, wat een initiatief was van een plaatselijke boerencoöperatie. Vanaf die tijd groeide de buurtschap uit tot een dorp. Ondanks de afwezigheid van een kerk in Heide floreerde de kermis er. In de hoogtijdagen waren er vier danstenten tijdens de kermis. De kermis wordt nog altijd gehouden en wel op de zondag voor 24 juni (St. Jan). In de loop van de jaren 1920 kreeg Heide ook een school. Na de Tweede Wereldoorlog was de plaats groot genoeg voor een eigen kerk. Tot 1965 werd de mis gevierd in een noodkerk, toen kwam de huidige gebouw in gebruik, de Onze-Lieve-Vrouw Onbevlekt Ontvangenkerk. Naast de kerk was er het gemeenschapshuis als onderdak voor het verenigingsleven. In de jaren zeventig en tachtig woonden in het dorp zo'n 570 mensen. In de jaren daarna werden dat er geleidelijk minder door gebrek aan vernieuwing qua woningen en voorzieningen. In 2003 woonden er iets minder dan 500 mensen in Heide.

## De Lorr
In het begin van de 19e eeuw genoot dorpsbewoner Jan Janssen (alias Jan de Lorr) bekendheid in de Peelregio. Jan werd geboren te Someren in 1780 en huwde met Gertude Jenniskens woonachtig te Heide op de hoeve Theuws Plats. Haar ouders Jenniskens - Aan 't Heck behoorden tot de grootste schapenhouders in dit deel van de Peel. Het kruis op hun graf aan de noordzijde van de Sint-Petrus' Bandenkerk te Venray getuigt van hun welstand. Jan de Lorr stond centraal in smokkelverhalen waarin hij douaniers te slim af was. Deze verhalen werden door generaties bewoners aan elkaar doorverteld. Rond 1990 werd er te Heide een musical gewijd aan de avonturen van Jan de Lorr. Nazaten van De Lorr (Janssen) zijn nog steeds in Heide en de omgeving woonachtig. Zo is er een zorgboerderij genoemd naar De Lorr. Fameus is de Lorbaan die niet ver van Heide vanuit America richting Venray loopt. Onduidelijk is of deze oude smokkelroute naar Jan de Lorr genoemd is, of misschien omgekeerd.

## Bezienswaardigheden
- Onze-Lieve-Vrouw Onbevlekt Ontvangenkerk
- Sint-Antonius Abt- en Alfonsuskapel
- Mariakapel

## Nabijgelegen kernen
Leunen, Venray, Merselo, Veulen, Ysselsteyn
Blitterswijck · Castenray · Geijsteren · Heide · Leunen · Merselo · Oirlo · Oostrum · Smakt · Venray · Veulen · Vredepeel · Wanssum · Ysselsteyn

Buurtschap: Beek · Boddenbroek · Boshuijzen · Brabander · Endepoel · Haag · Hoogriebroek · Kleindorp · Klein-Oirlo · Laagriebroek · Loobeek · Molenhoek · de Nachtegaal · Overbroek · Scheide · Schoor · Weverslo · Zandhoek

Limburg: Steden en dorpen      Nederland: Provincies · Gemeenten